# Habitatge al raval de Sant Agustí, 4 (Tàrrega)
L'Habitatge al raval de Sant Agustí, 4 és una casa de Tàrrega (Urgell) inclosa a l'Inventari del Patrimoni Arquitectònic de Catalunya.

## Descripció
És un habitatge d'estil popular, molt simplista, situada al raval de Tàrrega. Està estructurada en tres plantes (planta baixa, primera planta i golfes) que s'obren a la façana principal mitjançant diferents obertures. El mur que s'utilitza és a base de carreus de pedres, perfectament tallats, seguint filades. En canvi, en els mur laterals s'observa que l'aparell canvia, ja que els carreus són irregulars seguint filades desordenades unides amb morter. La coberta és a dos vessants amb teula àrab. En la planta baixa, solament s'obre la porta d'accés a l'habitatge, la qual és allindada i amb un esglaó a la part baixa. Les portes són de fusta. En el lateral esquerra d'aquesta àmplia portalada hi ha una finestra en la qual hi ha un tancament de ferro forjat geomètric que emmarca a les sigles J.B. A la part superior d'aquest s'hi llegeix la data 1875.
En la primera planta de l'habitatge hi ha dues finestres quadrangulars amb una llinda a la part superior i una petita cornisa motllurada a la part inferior. A la part central d'ambdues hi destaca una mènsula decorada amb un relleu d'un àngel molt deteriorat. A les golfes s'hi obren dues petites finestres quadrades situades just a la part superior de la primera planta. En el mur lateral dret de l'habitatge s'hi adossa una estructura rectangular de baixa alçada també cobert amb teula àrab la qual seria les dependències agrícoles o ramaderes. En la façana principal s'hi obre una segona porta de similars característiques a la porta d'accés a l'habitatge. Tot sembla indicar que aquesta està deshabitada.